# Teinostoma semistriatum
Teinostoma semistriatum är en snäckart som först beskrevs av d'Orbigny 1842.  Teinostoma semistriatum ingår i släktet Teinostoma och familjen Vitrinellidae. Inga underarter finns listade i Catalogue of Life.